# Outlast
Outlast (tạm dịch: Lối thoát cuối cùng) là trò chơi điện tử thuộc thể loại kinh dị sinh tồn với góc nhìn thứ nhất được phát triển và phát hành bởi studio Red Barrels đến từ Canada. Outlast kể về cuộc phiêu lưu của nhà báo tự do Miles Upshur đang trên đường khám phá những bí ẩn bên trong một bệnh viện tâm thần nằm sâu tại dãy núi tại Lake County, Colorado. Phiên bản mở rộng của game (DLC), mang tên Whistleblower, đưa người chơi theo chân Waylon Park - người đã gửi thư yêu cầu Miles đến để điều tra sự thật về dự án Walrider.
Outlast được phát hành trên hệ máy Microsoft Windows vào ngày 4 tháng 9 năm 2013 và PlayStation 4 vào 4 tháng 2 năm 2014. Outlast trên các nền tảng Linux và OS X cũng đã được ra mắt vào ngày 31 tháng 3 năm 2015. Phiên bản dành cho hệ máy Xbox One được phát hành vào 18 tháng 6 tại các khu vực Bắc Mỹ và châu Âu. Một phiên bản có tựa đề Outlast: Bundle of Terror được ra mắt vào ngày 27 tháng 2 năm 2018 trên hệ máy cầm tay Nintendo Switch, đi kèm với phần hậu truyện của game là Outlast 2.
Tựa game đã nhận được nhiều đánh giá tích cực, với lời khen ngợi cho bầu không khí, yếu tố kinh dị và gameplay. Tính đến  tháng 10 năm 2016, tựa game đã bán được hơn 4 triệu bản. Cũng tính đến tháng 5 năm 2018, series game Outlast đã bán được 15 triệu bản.
Phiên bản tiếp theo của tựa game, Outlast 2, đã được phát hành vào ngày 25 tháng 4 năm 2017, và phần thứ ba của loạt game, The Outlast Trials, sẽ được ra mắt vào 2022. The Murkoff Account, một series truyện tranh lấy bối cảnh các sự kiện giữa Outlast và Outlast 2, đã được xuất bản từ tháng 7 năm 2016 đến tháng 11 năm 2017.

## Lối chơi (Gameplay)

Người chơi có thể xác định kẻ thù xung quanh trong bóng đêm bằng chế độ nhìn đêm trong camera.

Outlast xoay quanh câu chuyện về cuộc phiêu lưu sinh tồn được kể dưới góc nhìn người thứ nhất, địa điểm là tại bệnh viện tâm thần Mount Massive Asylum đang bị các bệnh nhân điên loạn, khát máu chiếm giữ. Game sử dụng nhiều thủ pháp thường xuất hiện trong phim kinh dị. Nhân vật chính là nhà báo Miles Upshur, một người không có khả năng chiến đấu do đó anh phải luôn tránh né khỏi những mối nguy hiểm. Miles không được cung cấp vũ khí, thay vào đó phải trốn tránh, chạy hoặc ẩn nấp để thoát thân. Người chơi điều khiển nhân vật chính ở góc nhìn thứ nhất, có thể chạy, đi bộ, cúi người, nhảy hoặc leo trèo. Không giống như hầu hết các trò chơi, người chơi không có thanh máu hiển thị trên màn hình và không thể tấn công kẻ thù. Thay vào đó, người chơi phải dựa vào các chiến thuật ẩn nấp như trốn trong tủ khóa, trốn trong bóng tối và ẩn nấp để tồn tại. Nếu người chơi chết, trò chơi sẽ quay về điểm checkpoint gần nhất.
Hầu hết các phân cảnh trong khu vực bệnh viện đều không có ánh sáng, và cách duy nhất để người chơi có thể nhìn thấy khi ở trong bóng tối là qua ống kính của máy quay (camera) được trang bị khả năng nhìn ban đêm. Sử dụng chế độ nhìn ban đêm sẽ tiêu hao pin từ từ, và số lượng pin có hạn, buộc người chơi phải tìm kiếm thêm các viên pin bổ sung được tìm thấy trong bệnh viện. Outlast sử dụng nhiều thủ pháp quen thuộc như các đoạn jump scares, và các hiệu ứng âm thanh nhằm thông báo cho người chơi biết rằng kẻ thù đã nhìn thấy họ. Nếu người chơi ghi lại các sự kiện cụ thể bằng máy quay, Miles sẽ viết ghi chú về nó, cung cấp thêm thông tin chi tiết về suy nghĩ của nhân vật chính. Người chơi có thể thu thập các loại tài liệu, cung cấp thông tin cơ bản và thông tin lưu trữ khác về bệnh viện, bao gồm các trang lấy từ nhật ký của bệnh nhân và các báo cáo từ nhân viên bệnh viện. Nội dung câu chuyện được hé mở dần thông qua những tài liệu mà Miles thu thập trong suốt trò chơi.
Nhà phát triển Red Barrels đã lấy ý tưởng từ lối chơi sinh tồn trong Amnesia: The Dark Descent để áp dụng vào tựa game. Những bộ phim kinh dị theo thể loại footage như Quarantine hay REC cũng là nguồn cảm hứng lớn của game.

## Cốt truyện

### Chương 1: Administrative Block (Khu quản trị)
Miles Upshur, một nhà báo tự do quyết định đến bệnh viện tâm thần Mount Massive Asylum ở Colorado để điều tra sau khi nhận được một email nặc danh (người gửi tin đó cho Miles là Waylon Park, nhân vật chính của phiên bản DLC Whistleblower). Sau khi vào được bệnh viện và đến khu thư viện, lời chào đầu tiên của bệnh viện này đến Miles là khung cảnh hỗn loạn và máu me. Một đặc nhiệm SWAT đang hấp hối đã nói với anh rằng anh phải ra khỏi bệnh viện này càng sớm càng tốt. Anh phát hiện nhiều đặc nhiệm SWAT đã bị giết chết bởi một nhóm gọi là "Variants". Miles bị Chris Walker - một tên tâm thần với thân hình khổng lồ ném xuống lầu. Sau đó, anh gặp cha xứ Martin Archimbaud khi đang nửa tỉnh nửa mê. Tỉnh dậy, anh phát hiện mình đang kẹt trong bệnh viện và biết được bí mật kinh hoàng khi nhìn thấy các xác chết bị cắt xén của các nhân viên. Sau đó, Miles tìm được thẻ mở phòng an ninh, kích hoạt thiết bị mở cửa chính để thoát ra nhưng cha xứ Martin đã ngắt điện ở tầng hầm. Ở phòng an ninh, anh bị Chris Walker truy sát nhưng đã nhanh trí trốn trong tủ. Khi xuống dưới, Miles đã kích hoạt máy phát điện sau khi bị những kẻ sát nhân tâm thần bị biến dạng truy đuổi (Variants), nhưng mọi chuyện đã không suôn sẻ cho lắm. Khi trở lại phòng an ninh, Miles bị tên cha xứ Martin khống chế, tiêm thuốc và bị đưa vào nhà giam, vì ông không muốn Miles rời khỏi đây quá sớm, và muốn anh ghi lại những sự thật kinh dị của bệnh viện này.

### Chương 2: Prison Block (Khu nhà tù)
Sau khi bị tên cha xứ Martin Archimbaud tiêm thuốc, một thời gian sau, Miles tỉnh lại, và vẫn còn chiếc camera ở đó. Trong nhà tù là những bệnh nhân đã hoá điên và biến dạng qua những thí nghiệm tàn khốc. Những kẻ này đã bị biến đổi hoàn toàn về thể xác và tinh thần, chém giết lẫn nhau và truy sát Miles. Qua khu nhà tù, anh tìm được khu vực Airlock (là thiết bị khử trùng của bệnh viện, khi đi vào đó 2 cửa sẽ đóng lại trước khi sang khu vực tiếp theo). Khu vực này có tác dụng giúp Miles cắt đuôi kẻ thù khi bị truy đuổi. Anh mở khoá được Airlock thứ 2 sau khi bị truy sát, đồng thời gặp hai tên The Twins có khả năng giết người trong im lặng (silent kill). Miles tìm được thẻ an ninh vào khu vực nhà tắm và đã gặp lại The Twins, sau đó bị 2 tên này bao vây nhưng đã trốn thoát. Trong lúc tìm đường ra, anh lạc vào trại giam các bệnh nhân tâm thần và tìm cách ra ngoài. Qua trại giam, anh nghe thấy những tên Variants nói những sự thật điên khùng của bệnh viện và một dòng chữ đầy máu trên tường, thứ họ tôn thờ một cách siêu nhiên - The Walrider. Miles sau đó chui qua đường cống ngầm.

### Chương 3: Sewer (Cống ngầm)
Miles xuống cống ngầm và theo bản đồ, anh tìm ra hai van xả của khu Male Ward (khu nam) và Female Ward (khu nữ) và tắt chúng đi để mở lối xuống phía dưới. Anh đi theo đường cống ngầm các ngóc ngách để đến được khu Male Ward, và kể cả trong cống ngầm cũng là những cảnh máu me, tàn khốc và kinh dị. Và hầu như suốt quá trình này anh đều bị truy đuổi bởi Chris Walker. Thoát khỏi cống ngầm, anh bị vài kẻ tâm thần truy đuổi, sau đó đến được khu bệnh nhân.

### Chương 4: Male Ward (Khu nam)
Tại đây anh bị truy đuổi bởi 3 kẻ tâm thần trước khi anh bị Richard "Rick" Trager - một tay bác sĩ tâm thần thích giải phẫu trên cơ thể con người bắt giữ và dùng kéo cắt đứt 2 ngón tay. Sau khi trốn thoát và bị Rick truy đuổi, Miles cuối cùng tìm được chìa khóa khởi động thang máy, Rick cậy cửa thang máy và tấn công Miles nhưng bị Miles đẩy vào cửa thang máy trong lúc nó hoạt động và chết.

### Chương 5: Courtyard (Sân sau của bệnh viện)
Tại đây anh bị Chris Walker truy đuổi và đã tận mắt chứng kiến thực thể The Walrider. Sau đó, Miles tìm được đường đến khu nữ (Female Ward).

### Chương 6: Female Ward (Khu nữ)
Miles vượt qua khu vực Female Ward (Khu nữ) và gặp lại cha xứ Martin - người đã bảo Miles kiếm đường để lên tầng trên để nói chuyện với ông. Miles tìm ra ba cái cầu chì và kích hoạt lại thang máy. Miles lúc này đang ở tầng 3. Trong lúc nhảy qua một thanh gỗ mục, anh làm rớt máy quay phim xuống tầng 1, vì vậy anh phải trở lại tầng 1 để tìm lại camera và tìm cách quay lại tầng 3. Miles tiếp tục bị truy đuổi, sau đó anh đã quay trở lại khu quản trị một lần nữa.

### Chương 7: Return to Administrative Block (Trở lại khu quản trị)
Miles đến được hội trường, nơi anh được xem cuộn phim tài liệu đồng thời phát hiện ra The Walrider (một linh hồn tà ác cai quản bệnh viện này) được tạo ra bởi Dr. Rudolf Gustav Wernicke. Miles tìm được cha xứ Martin tại nhà cầu nguyện, Martin trao cho Miles chìa khóa thang máy chính của tòa nhà, sau đó ông tự thiêu. Sau khi ghi lại cảnh cha xứ Martin tự thiêu, Miles dùng chìa khóa nhằm thoát ra khỏi bệnh viện nhưng thang máy lại đưa anh xuống phòng thí nghiệm ngay bên dưới tòa nhà.

### Chương 8: Underground Labs (Phòng thí nghiệm dưới lòng đất)
Miles đối mặt với thực thể The Walrider, anh tháo chạy và bị Chris Walker bắt nhưng hắn đã bị The Walrider giết. Miles tiếp tục chạy và gặp được Dr. Rudolf Gustav Wernicke. Anh biết được The Walrider là kết quả của thí nghiệm nano hóa não bộ con người. The Walrider chính là linh hồn tà ác của Billy Hope - kẻ luôn tin Rudolf Gustav Wernicke là cha hắn. Miles muốn thoát khỏi nơi này thì buộc phải giết được Billy. Sau đó Miles vô hiệu hoá được thiết bị Morphogenic để giết Billy, nhưng ngay sau đó, anh bị The Walrider tóm được.
Khi Walrider bị vô hiệu hóa, phần khí sinh nano cấu tạo nên Walrider đã hấp thụ vào Miles và biến Miles thành vật chủ thí nghiệm thay cho Billy (đã chết). Bị thương rất nặng, anh cố gắng lê lết để ra khỏi phòng thí nghiệm. Phân cảnh cuối cùng, khi Miles ra được khỏi phòng thí nghiệm sau khi giết Billy, anh bị một toán lính dẫn đầu bởi Dr. Wernicke bắn liên tục vào người, vì lực lượng cảnh sát đã xông vào bệnh viện theo lệnh của Chính phủ yêu cầu giết bất cứ ai còn sống sót. Miles ngã gục. Nhưng khi Miles gục xuống sau khi bị bắn, Dr. Wernicke chợt nhận ra là Miles đã trở thành vật chủ mới của The Walrider. Cuối cùng, Miles trở thành Walrider, xông ra và giết chết bọn lính của Wernicke. Bằng chứng là câu nói của Wernicke: "God in Himel. You have become the host" (tạm dịch "Ôi Chúa ơi, anh đã trở thành vật chủ") và tiếng hét của bọn lính khi bị Miles giết - lúc này là Walrider - tấn công.

## Độ khó (Difficulty)
Outlast có 4 độ khó là Normal (Bình thường), Hard (Khó), Nightmare (Ác mộng), Insane (Điên cuồng). Cứ sau mỗi độ khó, thời lượng pin sẽ thấp đi, kẻ thù sẽ xuất hiện thường xuyên hơn, tấn công mạnh hơn, người chơi sẽ tạo ra nhiều tiếng động hơn, cũng như việc kẻ địch sẽ dễ phát hiện ra người chơi hơn. Từ chế độ Nightmare (Ác mộng) trở đi, người chơi chỉ có thể thu thập tối đa 2 cục pin dự phòng (tối đa 10 và 5 cục với 2 độ khó đầu) cùng thời lượng pin khá ngắn, hơn nữa người chơi chỉ có thể chịu được vài đòn tấn công của kẻ thù trước khi chết.
Chế độ Insane là chế độ khó nhất, bởi lúc này, kẻ thù rất mạnh. Những nhân vật như Chris Walker, Trager hay The Twins chỉ cần tấn công thì người chơi sẽ chết. Hơn nữa, chế độ này không có checkpoint để lưu game như 3 chế độ còn lại, buộc người chơi phải hoàn thành toàn bộ game chỉ với 1 mạng duy nhất (permanent death hay permadeath). Nếu người chơi chết ở bất cứ thời điểm nào trong độ khó này, thì sẽ buộc phải chơi lại từ đầu.
Nếu muốn vượt qua chế độ cực khó (Insane), người chơi có thể tham khảo một số video trên YouTube của một số game thủ như PowerPyx, PS4Trophies,...

### Bảng so sánh độ khó
| Độ khó/ Thông tin    | Thời lượng pin/Số pin | Sức mạnh của kẻ địch | Tần suất xuất hiện | Áp lực      | Độ tiêu hao năng lượng của Pin |
| -------------------- | --------------------- | -------------------- | ------------------ | ----------- | ------------------------------ |
| Normal (Bình thường) | Dài/ 10 cục           | Khá mạnh             | Nhiều              | Bình thường | Bình thường                    |
| Hard (Khó)           | Bình thường / 5 cục   | Mạnh                 | Nhiều              | Trung bình  | Khá nhanh                      |
| Nightmare (Ác mộng)  | Ngắn / 2 cục          | Rất mạnh             | Rất nhiều          | Lớn         | Nhanh                          |
| Insane (Điên cuồng)  | Cực ngắn / 2 cục      | Cực mạnh             | Cực nhiều          | Rất lớn     | Rất nhanh                      |

## Thành tựu trong game (Achievements)

### Lưu ý: Các thành tựu sau đây chỉ xuất hiện trên phiên bản Steam và các hệ máy PlayStation hoặc Xbox.

#### - Thành tựu chính (bản chính)
+ Educated (Hiểu biết): Thu thập được 15 cuốn tài liệu và ghi lại 15 sự kiện bằng máy quay bất kì trong game
+ Punished (Trừng phạt): Hoàn thành game ở bất kì chế độ nào
+ Pulitzer (Nhà báo lỗi lạc): Thu thập toàn bộ 31 cuốn tài liệu và ghi lại toàn bộ 31 sự kiện bằng máy quay trong game.
+ Lunatic (Điên cuồng): Hoàn thành game ở chế độ Điên cuồng (Insane)
+ Claustrophobe (Nỗi sợ giam hãm): Hoàn thành game mà không phải lẩn tránh kẻ thù 1 lần nào bằng cách nấp dưới gầm giường hay trốn trong tủ.
+ Energiser (Nhà báo năng động): Hoàn thành game ở chế độ Điên cuồng (Insane) mà không cần phải nạp lại pin cho máy quay.

##### - Thành tựu phụ
+ Illuminated (Truyền dẫn): Bật lại máy phát điện ở tầng hầm.
+ Flushed (Thông tắc): Vượt qua khu vực Cống ngầm
+ Sprinkler (Dập lửa): Bật van nước dập đám cháy ở khu nam (Male Ward)
+ Emancipated (Phóng thích): Tìm ra chìa khóa mở cửa thang máy ở khu nữ (Female Ward)
+ Elevator Operator (Điều khiển thang máy): Khởi động thang máy chính ở phần đầu và đẩy bệnh nhân trong thang máy rơi xuống trục thang máy.

#### - Thành tựu chính: Bản DLC: Whistleblower
+ Legacy (Luật pháp): Ghi lại toàn bộ sự kiện trong game bằng máy quay
+ Bowelwhistler (Tố cáo): Hoàn thành game ở chế độ Điên cuồng (Insane)
+ Whistleblower (Người tố giác): Hoàn thanh game ở bất kỳ độ khó nào
+ Archivist (Người thu thập): Thu thập toàn bộ tài liệu.

##### - Thành tựu phụ:
+ Gas Leaker (Rò rỉ khí gas): Tắt van khí gas ở gần khu vực Decotamination Chamber
+ Shocker (Giật điện): Ngắt điện ở kho điện của khu thí nghiệm.

## Âm nhạc và âm thanh
Phần lớn âm nhạc trong game góp phần tạo hiệu ứng kinh dị cho trò chơi. Phần âm thanh được phụ trách bởi Samual Laflamme. Âm thanh càng trở nên dồn dập mỗi khi Miles bị những kẻ tâm thần truy đuổi. Ngoài ra, những âm thanh môi trường xung quanh cũng được mô tả khá chi tiết.

### Nhân vật và diễn viên lồng tiếng cho Outlast
| Nhân vật                                    | Diễn viên lồng tiếng                                                                            |
| ------------------------------------------- | ----------------------------------------------------------------------------------------------- |
| Miles Upshur/ Stephenson/ Waylon Park (DLC) | Shawn Baichoo                                                                                   |
| Chris Walker                                | Chimwemwe Miller                                                                                |
| Richard "Rick" Trager                       | Alex Ivanovici                                                                                  |
| Dr. Rudolf Wernicke                         | Marcel Jeannin                                                                                  |
| Cha xứ Martin                               | Andreas Apergis                                                                                 |
| The Variants (Các bệnh nhân tâm thần)       | Alain Goulem, Kyle Gatehouse, Carlo Mestroni, Brett Scheanfield, Harry Standjofski, Neil Napier |
| The Twins                                   | Alain Goulem, Neil Napier.                                                                      |
| Pyromaniac                                  | Neil Napier                                                                                     |

## Gói nội dung tải về (DLC):Whistleblower
Phiên bản mở rộng (DLC) của game, Outlast: Whistleblower, được xem như là phần mở rộng của phiên bản gốc. Cốt truyện kể về Waylon Park, người đã gửi mail nặc danh cho Miles Upshur. Bản DLC được phát hành cho nền tảng Windows vào ngày 6 tháng 5 năm 2014, cho Xbox One vào ngày 18 tháng 6 năm 2014, cho PlayStation 4 vào ngày 6 tháng 5 năm 2014 tại Bắc Mỹ và 7 tháng 5 năm 2014 tại châu Âu.

### Cốt truyện
Trước thời điểm Outlast diễn ra, nhân vật chính trong cốt truyện của Outlast: Whistleblower là Waylon Park, một nhân viên phần mềm đang làm việc cho công ty Murkoff. Nhân vật này được tiếp xúc với hệ thống Morphogenic và các thí nghiệm điên rồ của công ty, về sau Waylon còn được một nhân vật lấy tên là "The Whistleblower" đưa cho những thông tin bí mật của Murkoff.
Bản thân Waylon bị cấm nói chuyện với vợ con khi làm việc tại viện tâm thần núi Massive, sợ hãi và bối rối, anh ta đã tìm cách gửi một email nặc danh cho nhà báo Miles Upshur để lôi vụ này ra ánh sáng, một lần và mãi mãi.
Không may cho Waylon là hành động này đã bị sếp của mình là Jeremy Blaire (1 giám đốc cấp cao trong tập đoàn Murkoff) phát hiện, anh ta bị đánh ngất và bị bắt biến thành vật thí nghiệm cho The Walrider nhằm mục đích trừng phạt. Đúng vào lúc đó, The Walrider đã thoát ra khỏi cơ thể của vật chủ Billy Hope và bắt đầu cuộc đại thảm sát để trả thù tất cả nhân viên và bệnh nhân bên trong viện. Hệ thống điện của máy chủ Morphogenic bị ảnh hưởng khiến cho Waylon có thể thoát ra khỏi phòng của mình. Do tình hình bên trong viện quá hỗn loạn, anh quyết định sẽ tìm cách liên lạc với bên ngoài để gọi người tới giải cứu.
Chạy trốn khỏi các bệnh nhân điên loạn trong viện, Waylon đụng mặt với Frank Manera – một gã điên làm việc trong đội ngũ nghiên cứu của Murkoff. Frank Manera là một kẻ biến thái và có vấn đề về thần kinh nghiêm trọng, mong ước lớn nhất của gã là được ăn thịt người. Đây là nhân vật phản diện chính trong cốt truyện của Outlast: Whistleblower. Tuy có ám ảnh bệnh hoạn về việc ăn thịt người, nhưng không hiểu sao Frank lại xem Waylon khác với phần còn lại khi miêu tả anh ta là một mẫu vật: "rực rỡ và hoành tráng". Frank tìm mọi cách để giết Waylon, kể cả việc ném anh vào lò thiêu hoặc xé xác bằng cưa máy.
Sau khi chạy thoát khỏi Frank, Waylon may mắn tìm được một chiếc radio bộ đàm nhưng không may bị Jeremy Blaire phá hủy, với lời đe dọa "không ai có thể mang các bí mật trong viện tâm thần núi Massive ra ngoài". Jeremy Blaire bỏ mặc Waylon lại với tên khổng lồ Chris Walker (nhân vật phản diện chính trong Outlast), nhưng rất may là Waylon lại trốn thoát một lần nữa.
Chạy trốn đến khu vực dành cho bệnh nhân nữ, Waylon bị một bệnh nhân khác có tên Dennis bắt giữ và đưa đi như một vật hiến tế giành cho một kẻ bí ẩn mang danh "The Groom". Trong cốt truyện Outlast: Whistleblower thì "The Groom" là biệt hiệu của Eddie Gluskin – một bệnh nhân trong viện tâm thần núi Massive. Eddie Gluskin là một gã kỳ quặc, hắn có tiền sử bị lạm dụng tình dục bởi bố và chú ruột, dẫn đến việc lớn lên với những chứng khủng hoảng về tâm lý và giới tính.
Khi thảm họa The Walrider xảy ra, do hậu quả của các vụ lạm dụng tình dục từ bé nên Gluskin trở nên ám ảnh với phụ nữ, do đó hắn đi săn lùng các bệnh nhân nam để bắt họ "kết hôn" với mình, để rồi sau đó giết chết tất cả "cô dâu" của mình trước khi... thiến họ. Waylon cũng bị Gluskin chuẩn bị giết nhưng vào giây phút cuối cùng, Gluskin đã bị một bệnh nhân khác tấn công và để xổng mất con mồi.
Waylon chạy tới một sảnh chứa dụng cụ thể thao với hàng đống xác "cô dâu" của Gluskin bị treo lủng lẳng trên trần nhà. Tên điên này đuổi kịp và hai người giằng co với nhau. Trong lúc chống cự, Waylon đã khiến cho những sợi dây còn thừa gần đó cuốn lấy Gluskin và vô tình siết chặt hắn ta tới chết, giải thoát cho chính bản thân mình.
Cuộc giằng co với Gluskin cũng khiến một mảng tường của hội trường đổ sập xuống, vừa đủ cho Waylon nhận ra đội đặc nhiệm phản ứng nhanh của công ty Murkoff đã đổ bộ vào viện, đang truy lùng và tiêu diệt bất cứ ai gặp trên đường để bịt đầu mối. May mắn cho Waylon là đội này đã bị The Walrider nhắm tới và chính chúng mới là con mồi tại đây, nó giúp cho anh có đủ thời gian để trốn ra đại sảnh ở sân trước.
Tại đây Waylon bắt gặp Jeremy Blaire đang bị thương nặng nằm chờ chết. Hắn ta van xin Waylon cứu mình, nhưng khi Waylon vừa cúi xuống thì đã bị Blaire dùng một mảnh kính vỡ đâm vào bụng. Blaire nhất quyết không để một ai còn sống sót rời khỏi viện tâm thần Massive và mọi bí mật tại đây phải được chôn vùi. Nhưng trước khi Blaire kịp đâm Waylon thêm nhiều nhát thì hắn đã bị The Walrider giết chết. Đây cũng chính là lúc The Walrider đang trong quá trình chuyển đổi vật chủ từ Billy sang anh chàng phóng viên Miles Upshur, nên Waylon may mắn không bị thực thể này để ý tới.
Waylon chạy thẳng ra sân trước, nơi chiếc xe của Miles đang đỗ. Anh nhanh chóng ngồi vào trong xe và chứng kiến Miles Upshur từ từ bước ra khỏi viện tâm thần, xung quanh thân bao bọc một làn sương mù màu đen (biểu hiện của The Walrider đã nhận vật chủ mới). Waylon lái xe thẳng ra khỏi viện tâm thần núi Massive, cảnh tượng cuối cùng anh ta chứng kiến là Miles đang đi tới cổng chính.
Ở phân đoạn cuối cùng, Waylon hồi phục và liên lạc được với tổ chức đã đưa cho anh ta thông tin bí mật tại viện tâm thần núi Massive. Waylon tổng hợp lại tất cả các thông tin mình có được và quyết được sẽ đưa nó lên mạng. Một người đàn ông của tổ chức Whistleblower cảnh báo với Waylon rằng số thông tin này có sức nặng đủ để làm ảnh hưởng đến toàn bộ công ty Murkoff nhưng chắc chắn họ sẽ tìm ra và trả thù Waylon, kể cả các thành viên trong gia đình anh.
Bất chấp những điều đó, Waylon Park vẫn nhấn nút upload. Outlast: Whistleblower khép lại với cảnh Waylon đóng chiếc laptop sau khi đã đưa toàn bộ dữ liệu lên internet, bỏ ngỏ rất nhiều bí ẩn về công ty Murkoff và bí ẩn The Walrider vẫn chưa có lời giải, cũng như số phận của nhân vật Waylon Park sau khi đăng tải số tài liệu mật của công ty Murkoff lên mạng internet.

## Phát hành
Outlast được phát hành vào ngày 4 tháng 9 năm 2013 dưới dạng tải xuống thông qua Steam và vào 4 tháng 2 năm 2014 cho hệ máy PlayStation 4 dưới dạng miễn phí dành cho người dùng PlayStation Plus.
Phiên bản mở rộng, Outlast: Whistleblower, đóng vai trò phiên bản tiền truyện của tựa game gốc. Phiên bản dành cho hệ Microsoft Windows của Whistleblower được phát hành vào ngày 6 tháng 5 năm 2014 trên toàn thế giới, và phiên bản dành cho PlayStation 4 được phát hành vào ngày 6 tháng 5 năm 2014 tại Bắc Mỹ và vào ngày 7 tháng 5 năm 2014 tại Châu Âu. Phiên bản dành cho hệ máy Xbox One được phát hành vào 18 tháng 6 tại các khu vực Bắc Mỹ và châu Âu.  Phiên bản dành cho Linux và OS X được phát hành sau đó vào ngày 31 tháng 3 năm 2015.
Vào tháng 12 năm 2017, Red Barrels thông báo rằng Outlast, bao gồm cả phiên bản mở rộng Whistleblower và phần thứ hai, Outlast 2, sẽ được ra mắt cho hệ Nintendo Switch vào đầu năm 2018. Phiên bản này được phát hành bất ngờ vào ngày 27 tháng 2 năm 2018, với tựa đề Outlast: Bundle of Terror, được phát hành trên Nintendo eShop.

## Tiếp nhận
Tính đến  ngày 19 tháng 10 năm 2016, Outlast đã bán được hơn 4 triệu bản.
Outlast đã nhận được nhiều đánh giá tích cực. Chuyên trang đánh giá Metacritic đã chấm phiên bản trên Xbox One 80/100 điểm dựa trên 6 bài đánh giá, phiên bản trên Microsoft Windows 80/100 điểm dựa trên 59 bài đánh giá, và phiên bản trên PlayStation 4 78/100 điểm dựa trên 33 bài đánh giá. Game đã nhận được một số danh hiệu và giải thưởng từ E3 2013, bao gồm "Most Likely to Make you Faint", và một trong những tựa game "Best of E3".
Trang web về game trên PC Rock, Paper, Shotgun đã đánh giá Outlast tích cực, cho rằng "Outlast không phải là một thử nghiệm về cách một trò chơi có thể đáng sợ đến mức nào, mà đây là một ví dụ." Marty Sliva của IGN chấm tựa game 7.8 điểm, ca ngợi các yếu tố kinh dị và lối chơi trong khi chỉ trích một vài yếu tố về môi trường và mô hình nhân vật.
GameSpot đã dành những đánh giá tích cực về trò chơi cũng như cho rằng "Outlast thực sự không phải là một trò chơi thiên về kỹ năng, và hóa ra điều đó hoàn toàn hợp lý. Bạn chẳng phải là cảnh sát, hay một người lính, hay một siêu anh hùng. Bạn chỉ là một gã phóng viên mà thôi. Và với tư cách là một phóng viên, bạn chẳng thể có được những kỹ năng để chống lại những gã thô bạo, những kẻ rình rập luôn lăm le trên tay con dao, hay những kẻ cuồng giết người khác ẩn náu trong các hành lang của trại thương điên Mount Massive Asylum đổ nát. Bạn không thể bắn chúng, đấm chúng, hay lấy ống nước để đánh chúng. Bạn chỉ có thể chạy và ẩn nấp mà thôi".

## Phiên bản tiếp theo
Vào ngày 23 tháng 10 năm 2014, trong một cuộc phỏng vấn với trang tin Bloody Disgusting, Red Barrels tiết lộ rằng từ thành công của Outlast, một phần tiếp theo của dòng game đang được phát triển.
Ban đầu game được dự định phát hành vào cuối năm 2016, nhưng đã bị trì hoãn đến đầu năm 2017 do các trục trặc trong quá trình phát triển. Sau đó, ngày phát hành của game tiếp tục được đẩy sang quý 2 năm 2017 thay vì quý 1 năm 2017 như dự kiến ban đầu.
Vào ngày 6 tháng 3 năm 2017, Red Barrels thông báo rằng một gói các game có tên là Outlast Trinity sẽ được phát hành cho Xbox One và PlayStation 4 vào ngày 25 tháng 4.
Phần tiếp theo của tựa game, Outlast 2, đã được phát hành dưới dạng tải về cho Microsoft Windows, PlayStation 4 và Xbox One vào ngày 25 tháng 4 năm 2017; và cho Nintendo Switch, vào tháng 2 năm 2018 (đi kèm với phiên bản game Outlast đầu tiên). Nó diễn ra trong cùng một vũ trụ với trò chơi đầu tiên, nhưng có cốt truyện mới cùng các nhân vật khác nhau, và lấy bối cảnh ở sa mạc Arizona.
Outlast 3 đã được công bố vào tháng 12 năm 2017, mặc dù không có khoảng thời gian phát hành hay nền tảng nào được xác nhận. Trong thông báo này, Red Barrels nói rằng vì họ cảm thấy khó khăn khi phát hành thêm một phiên bản mở rộng cho Outlast 2, họ đã có một dự án riêng biệt và nhỏ hơn liên quan đến Outlast sẽ được phát hành trước Outlast 3. Dự án này được giới thiệu vào tháng 10 năm 2019, và là phần tiền truyện của Outlast 2, có tên The Outlast Trials, và là một tựa game kinh dị lấy bối cảnh Chiến tranh Lạnh. Trò chơi đang trong giai đoạn phát triển, với ngày phát hành được ấn định là vào năm 2022.